# Agathon (pape)
Pour les articles homonymes, voir Agathon.
 (mars 2015).
Si vous disposez d'ouvrages ou d'articles de référence ou si vous connaissez des sites web de qualité traitant du thème abordé ici, merci de compléter l'article en donnant les références utiles à sa vérifiabilité et en les liant à la section « Notes et références ».
Agathon (en grec ancien Αγάθων / Agáthôn, le « Bon »), probablement né en 577 et mort le 10 janvier 681, est le 79e pape de 678 à 681.
Sans doute d'origine orientale, il vit longtemps à Palerme (Sicile) avant de venir à Rome. Il est surtout connu pour avoir fait condamner le monothélisme au Troisième concile de Constantinople (680–681), et pour avoir soustrait l'Église de Rome aux impôts de l'empereur byzantin. Il fait également reconnaître l'autorité du siège de Rome par l'archevêque de Ravenne et accroît l'influence romaine sur le clergé d'Orient.
Canonisé, il est fêté le 10 janvier. Il est le patron de la ville de Palerme.

## Biographie
Agathon était grec, né en Sicile, de parents riches et pieux. On dit qu'il distribua leur héritage après leur mort pour se retirer dans un monastère de Palerme. Cette croyance se fonde sur une lettre de saint Grégoire le Grand à l'abbé de Saint-Hermès à Palerme, un monastère bénédictin, où il parle d'Agathon. Dans cette lettre, Grégoire a écrit que l'abbé pourrait recevoir Agathon dans son monastère si sa femme était disposée à entrer dans un couvent. Dans la mesure où il y a des raisons de croire que ce moine était le pape Agathon, il aurait eu plus de 100 ans au moment de son élection.
Peu de temps après qu'Agathon fut devenu pape, saint Wilfrid, archevêque d'York, arriva à Rome pour demander l'aide de l'autorité du Saint-Siège. Il avait été déposé de son siège par Théodore, archevêque de Cantorbéry, qui avait partagé son diocèse, nommant trois évêques aux nouveaux sièges. Dans un synode que le pape Agathon convoqua au Latran pour étudier l'affaire, il fut décidé que le diocèse de Wilfrid devrait effectivement être partagé, mais que c'est Wilfrid lui-même qui devrait nommer les évêques.
L'événement important de son pontificat fut le sixième concile œcuménique (680–681), qui mit fin à l'hérésie monothélite, tolérée par les papes précédents (dont Honorius Ier). Le concile commença avec l'envie de l'empereur Constantin IV de mettre fin au schisme qui séparait l'Église en deux. Il écrivit au pape Donus pour lui suggérer une conférence sur le sujet, mais Donus était mort quand la lettre arriva. Agathon cependant se hâta de saisir le rameau d'olivier offert par l'empereur. Il ordonna que des conciles se tinssent dans tout l'Occident pour que les légats pussent présenter la tradition universelle de l'Église occidentale. Alors il envoya une grande délégation à Constantinople pour rencontrer les Orientaux.
Les légats et les patriarches se rassemblèrent au palais impérial le 7 novembre 680. Les monothélites exposèrent leur point de vue. Alors fut lue la lettre du pape Agathon qui expliquait la croyance traditionnelle de l'Église selon laquelle le Christ avait deux volontés, divine et humaine. Le concile conclut que Pierre avait parlé par la bouche d'Agathon. Le patriarche Georges Ier de Constantinople accepta cette lettre d'Agathon, comme le firent la plupart des évêques présents. Le concile proclama l'existence dans le Christ de deux volontés et condamna le monothélisme, incluant le pape Honorius dans sa condamnation. Quand le concile prit fin en septembre 681, les décrets furent envoyés au pape, mais Agathon était mort en janvier. Le Concile n'avait pas seulement mis fin à l'hérésie monothélite, mais avait guéri le schisme.
Agathon engagea aussi des négociations entre le Saint-Siège et Constantinople, concernant les rapports de la Cour byzantine avec les élections papales. Constantin promit à Agathon d'abolir ou de réduire la taxe que les papes devaient payer à la trésorerie impériale à l'occasion de leur intronisation.
Il est vénéré comme un saint tant par les Latins que par les Grecs.
Certains catholiques traditionalistes disent qu'il fut le premier pape à prêter, au cours de son intronisation, ce qu'ils appellent le serment pontifical.